# Nuxia ambrensis
Nuxia ambrensis är en tvåhjärtbladig växtart som beskrevs av Paul Albert Jovet. Nuxia ambrensis ingår i släktet Nuxia och familjen Stilbaceae. Inga underarter finns listade i Catalogue of Life.